# Lee Van Cleef

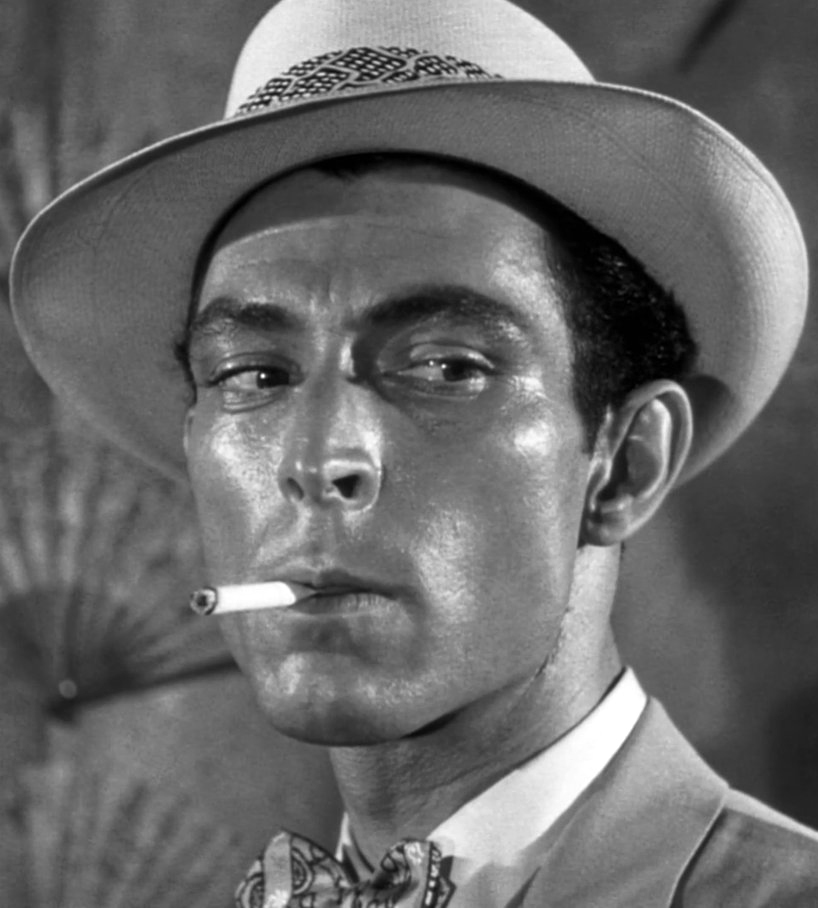
Lee Van Cleef în filmul Kansas City Confidential

Lee Van Cleef (n. 9 ianuarie 1925, Somerville⁠(d), New Jersey, SUA – d. 16 decembrie 1989, Oxnard, California, SUA) a fost un actor american de film, care a apărut mai ales în filme acțiune și western.  Caracterul prelung al trăsăturilor feței sale la care s-a adăugat forma neobișnuită a ochilor săi l-au făcut un "candidat permanent" la roluri negative, deși ocazional a realizat și roluri de erou, așa cum a fost într-unul din filmele lui Sergio Leone din seria dolarilor, Pentru câțiva dolari în plus, în care l-a avut ca partener pe Clint Eastwood. 

## Filmografie selectivă
- 1952 La amiază (High Noon), regia Fred Zinnemann
- 1953 The Beast from 20,000 Fathoms (The Beast from 20,000 Fathoms), regia Eugène Lourié
- 1957 Răfuială la O.K. Corral (Gunfight at the O.K. Corral), regia John Sturges
- 1957 Steaua de tinichea (The Tin Star), regia Anthony Mann
- 1958 Tinerii lei (The Young Lions), regia Edward Dmytryk
- 1962 Omul care l-a ucis pe Liberty Valance (The Man Who Shot Liberty Valance), regia John Ford
- 1965 Pentru câțiva dolari în plus	(Per qualche dollaro in più/For a Few Dollars More),	regia Sergio Leone
- 1966 Cel bun, cel rău, cel urât (Il buono, il brutto, il cattivo), regia Sergio Leone
- 1972 Alți șapte magnifici (The Magnificent Seven Ride!), regia George McCowan
- 1975 Cursă grea (Take a Hard Ride), regia Antonio Margheriti
- 1979 Vestul sălbatic (The Wild West), regia Laurence Joachim
- 1981 Evadare din New York (Escape from New York), regia John Carpenter
- 1989 Thieves of Fortune, regia Michael MacCarthy
- 1989 La corsa più pazza del mondo 2 (Speed Zone!), regia Jim Drake